# دانتي أغوستيني
دانتي أغوستيني (بالفرنسية: Dante Agostini)‏ هو طبال فرنسي، ولد في 1921 في Mercatello sul Metauro ‏ في إيطاليا، وتوفي في 1980.

## وصلات خارجية
- دانتي أغوستيني على موقع ميوزك برينز (الإنجليزية)